# Nanabozo

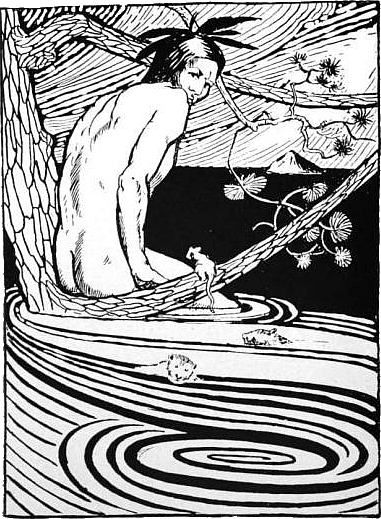
Manabozho dans les flots. (Illustration de R.C. Armour, tiré de son livre North American Indian Fairy Tales, Folklore and Legends, 1905)

Nanabozo, également connu sous les noms de Nanabozho, Winabozho ou encore Nanabush, est un esprit farceur ayant généralement l'apparence d'un lapin, dans la mythologie des Anishinaabe, et en particulier chez les tribus ojibwés, la plus grande nation amérindienne d'Amérique du Nord. 
Né d'une mère humaine, Wiininwaa (« nourriture »), et de E-bangishimog (« à l'Ouest »), un esprit, Nanabozo apparaît la plupart du temps sous la forme d'un lapin. Sous cet aspect, il est tantôt connu sous le nom de « Michabou » (le « grand lapin » ou le « grand lièvre »), tantôt sous celui de « Chi-waabooz » (le « gros lapin »). Il a été envoyé sur terre par Gitche Manitou pour enseigner aux Ojibwés et une de ses toutes premières missions fut de nommer toutes les plantes et tous les animaux. Nanabozo est considéré comme le fondateur de la Midewiwin. Les Algonquins voient également en lui le dieu des eaux et le créateur de la terre. Dans les traditions iroquoises, le héros quasi-légendaire Hiawatha serait une incarnation de Nanabozo.

## Variantes du nom
La variante francophone la plus courante de « Nanabozo » est « Michabous », retranscrit « Michabou » en anglais. Parmi les autres transcriptions, on peut citer :
« Winneboujou, Winabojo, Wenabozho, Wenaboozhoo, Waynaboozhoo, Wenebojo, Nanaboozhoo, Nanabojo, Nanabushu, Nanabush, Nanapush, Nenabush, Nenabozho, Nanabosho, Manabush, Manabozho, Manibozho, Nanahboozho, Minabozho, Manabus, Manibush, Manabozh, Manabozo, Manabozho, Manabusch, Manabush, Manabus, Menabosho, Nanaboojoo, Nanaboozhoo, Nanaboso, Nanabosho, Nenabuc, Amenapush, Ne-Naw-bo-zhoo, Kwi-wi-sens Nenaw-bo-zhoo [...] Michabo, Michabou, Michabous, Michaboo, Mishabo, Michabo, Misabos, Misabooz, Messou, Napo».

## Histoire mythologique
L'abbé Alexandre Chambre décrit le mythe de la création du monde par Nanabozo dans son ouvrage sur les mœurs des Abénaquis publié en 1904 : 

« Michabou ou le Grand‑Lièvre, chef des esprits, est l’architecte de l’Univers. Au commencement, la terre était toute couverte d’eau. Michabou flottait sur un amas d’arbres, avec les animaux dont il était le chef. Souhaitant obtenir un grain de sable pour en former le noyau d’une terre nouvelle, il fit plonger la loutre et le castor sans obtenir de résultat. Le rat musqué se dévoua enfin pour la cause publique et s’enfonça sous les eaux. Vingt‑quatre heures après, il reparaissait à la surface, mais sans vie. À la suite d’une recherche minutieuse, on trouva un grain de sable attaché à l’une de ses pattes. Saisissant ce grain de sable, le Grand‑Lièvre le laissa tomber sur l’amas de bois, qui se couvrit de terre et s’étendit peu à peu. Quand la masse ainsi formée fut de la grosseur d’une montagne, le Grand‑Lièvre en fit le tour à plusieurs reprises, et la terre grossissait à mesure. Le renard fut chargé de surveiller les progrès de l’opération, et d’avertir ses compagnons, lorsqu’il croirait la terre suffisamment étendue pour fournir la vie et le couvert à tous les animaux. Il se pressa trop de faire un rapport favorable. Le Grand‑Lièvre, ayant voulu connaître la vérité par lui-même, trouva la terre trop petite ; il continua donc et continue encore d’en faire le tour et de l’agrandir de plus en plus. Après la formation de la terre, les animaux se retirèrent dans les lieux qu’ils jugèrent les plus commodes. Quelques‑uns moururent et de leur corps le Grand‑Lièvre fit naître des hommes, auxquels il apprit à faire la pêche et la chasse.
À l’un d’eux, il présenta une femme en lui disant : « Mon fils, pourquoi crains‑tu ? Je suis le Grand-Lièvre, je t’ai donné la vie ; aujourd'hui, je veux te donner une compagne. Toi, homme, tu chasseras, tu feras des canots et tout ce que l’homme doit faire ; et toi, femme, tu prépareras la nourriture à ton mari, tu feras tes souliers, tu passeras les peaux et tu fileras ; tu t’acquitteras de tout ce qui regarde la femme. »

Nanabozo incarne la vie et possède le pouvoir de la créer dans les autres êtres. Son sexe n'est pas défini et il apparaît parfois sous des traits féminins. On peut le trouver également sous l'apparence d'autres animaux tels que le corbeau ou le coyote. Comme toutes les figures mythologiques de type trickster, il est souvent réputé pour son insatiable appétit pour la nourriture et pour sa sexualité débridée. Ainsi, il offre un personnage paradoxal : il est tantôt un puissant bienfaiteur, tantôt un fou farceur et obscène.

## Place dans la littérature
Nanabozo, également connu comme étant le Filou, apparaît comme personnage de nombreuses œuvres littéraires de la fin du XXe siècle. Il est le personnage principal de la nouvelle de Thomas King, The One About Coyote Going West et il apparaît aussi sous la forme d'un coyote dans son roman Green Grass Running Water (L'herbe verte, l'eau vive). Dans la pièce The Rez Sisters de Tomson Highway, il prend l'aspect d'un goéland, d'un engoulevent et même d'un maître du bingo. Dans la préface de la pièce, Highway décrit Nanabozo comme étant une « figure aussi essentielle et importante de la culture autochtone que l'est le Christ dans la mythologie chrétienne ».
Il apparaît également dans les bandes dessinées Yakari, notamment dans le quatrième épisode Yakari et Nanabozo ; il est le totem d'Arc-en-Ciel, et apparaît sous les traits d'un lapin magicien, bienveillant et farceur, de taille variable.
Il est souvent invoqué par Oumpah-Pah, le personnage amérindien de la série de bandes dessinées éponyme d'Albert Uderzo et René Goscinny.